# Gerd Kische
Gerd Kische (Teterow, 23 ottobre 1951) è un ex calciatore tedesco orientale, dal 1990 tedesco, di ruolo difensore.

## Carriera

### Club
Iniziò a giocare nell'Eintracht Teterow. Nel 1970 giocò per sei mesi al Post Neubrandenburg prima di approdare all'Hansa Rostock con cui giocò in DDR-Oberliga 181 partite andando a segno 11 volte. Nel 1982 approdò al TSG Bau Rostock e nel 1983 fu trasferito al Post Neubrandenburg, squadra con cui concluse la carriera l'anno successivo.

### Nazionale
Con la Germania Est Kische giocò 63 partite (di cui quattro ai Giochi olimpici) dal 1971 al 1980. Nelle fasi finali delle due competizioni internazionali a cui prese parte (Mondiali 1974 e Giochi olimpici 1976 a Montréal) giocò 11 partite in totale tutte da titolare.